# Chrysanthrax ioptera
Chrysanthrax ioptera är en tvåvingeart som först beskrevs av Christian Rudolph Wilhelm Wiedemann 1828.  Chrysanthrax ioptera ingår i släktet Chrysanthrax och familjen svävflugor. Inga underarter finns listade i Catalogue of Life.